# Deutsche Fußballverbände 1890–1933
Unter dem Begriff Deutsche Fußballverbände von 1890 bis 1933 lassen sich alle lokalen oder regionalen deutschen Fußballverbände zwischen der Gründung des ersten deutschen Fußballverbands 1890 in Berlin, dem Bund Deutscher Fußballspieler, und der Gleichschaltung des Sports und somit auch des Fußballs nach der Machtübernahme der Nationalsozialisten im Jahr 1933 zusammenfassen. Die Verbände bestanden dabei teilweise nur wenige Jahre und standen in den Anfangsjahren oft in Konkurrenz zueinander (innerhalb der gleichen Region oder hinsichtlich des Reglements). Mit der Gründung des Deutschen Fußball-Bundes im Jahr 1900 kam es im Lauf der darauf folgenden Jahre zu einheitlichen Strukturen, die Zahl der dem DFB angeschlossenen Verbände verringerte sich noch vor dem Ersten Weltkrieg auf sieben. Daneben richteten bis 1933 noch die Deutsche Turnerschaft, der ATSB und konfessionelle Verbände Fußballmeisterschaften aus.

## Historischer Hintergrund
Sport hatte im Deutschen Reich des 19. Jahrhunderts nur eine untergeordnete Bedeutung. Bereits Deutschlands „Fußball-Urvater“, der Braunschweiger Lehrer Konrad Koch, konstatierte Anfang der 1870er Jahre, dass Schüler oft reine Stubenhocker und auf Grund von zu wenig Betätigung an der frischen Luft oft blass und krank waren. Bei einem Aufenthalt in England lernte Koch das englische Schulsystem kennen, in dem Sport vor allem in den Eliteschulen zu den Schulfächern und zum Freizeitangebot gehörte. Dazu gehörte auch der Fußball, gespielt in zwei Versionen: Rugby Football (heute als Rugby bezeichnet) mit Aufnehmen des Balls und Association Football (heute nur Fußball) ohne Ballaufnahme. Koch führte daraufhin in Braunschweig zunächst Rugby und ab 1878 auch Fußball ein.
Rugby Football dominierte im Deutschen Reich von 1875 bis Mitte der 1880er Jahre. In Frankfurt am Main wurde ab 1875 Rugby gespielt, auch in Cannstatt, Wiesbaden, Homburg, Darmstadt, Neuenheim, Hannover und Bremen entstanden Rugby-Clubs. Von 1880 bis mindestens 1883 wurde eine deutsche Meisterschaft als „Champion der Fußball-Clubs Deutschlands“ ausgetragen. 1885 existierten in Frankfurt am Main und Umgebung bereits 14 Vereine. Am 5. Mai desselben Jahres gründete der aus Frankfurt stammende Opernsänger Georg Leux in Berlin mit dem BFC Frankfurt 1885 den ersten Fußballverein in der Reichshauptstadt. Ende der 1880er Jahre wurde dort nach Rugby auch Assoziationsfußball gespielt.
Wie in ganz Deutschland vollzog sich auch in Berlin die Entwicklung erst sehr schleppend. Im Winter 1881/1882 trugen, wie auch zum gleichen Zeitpunkt in Hamburg, in der Stadt anwesende Engländer das erste Assoziationsfußballspiel aus. 1883 spielten Engländer und Deutsche gelegentlich in Berlin (z. B. auf dem Tempelhofer Feld). Dennoch tat sich bis 1888 wenig, erst dann setzte eine rasante Entwicklung durch die Gründung einer Vielzahl von Fußballklubs ein.

## Die Anfänge
Am 15. April 1888 wurde mit dem BFC Germania 1888 der älteste heute noch bestehende deutsche Fußballverein gegründet. In dieser Zeit setzte in Berlin und direkter Umgebung eine Gründungswelle von Clubs ein, die im Deutschen Reich für Jahre unerreicht blieb. Bis zum Ersten Weltkrieg entstanden so über 600 Vereine. Vermutlich waren es sogar deutlich mehr, aber da nicht in Verbänden organisierte Clubs nur sehr selten oder nie genannt wurden, kann die genaue Zahl heute nicht mehr bestimmt werden. Durch interne Streitereien (wie in den anderen Verbänden auch) bestanden einige Clubs nur für kurze Zeit, lösten sich dann wieder auf, schlossen sich einem anderen Verein an oder wechselten gelegentlich auch die Sportart.
Berlin hielt auch den Rekord, was die Anzahl von Fußballverbänden anging. Dafür gab es eine Reihe von Ursachen: Neue Klubs fanden nicht immer sofort Aufnahme in den bestehenden Verbänden, wodurch dann in der Regel ein Spielverbot gegen den betreffenden Verein ausgesprochen wurde. Daneben wurden neue Verbände gegründet, da manche Vereine einer weniger strikten Vereinigung angehören wollten, in der nicht für jedes noch so kleine „Vergehen“ Geldstrafen verhängt wurden. Andere Vereine betrieben z. B. Leichtathletik oder Turnen als Hauptsportart, hatten nur nebenher eine Fußballabteilung und wollten unter sich bleiben. Teilweise lag die Gründung eines neuen Verbandes auch in Animositäten mit Verbandsvereinen oder Funktionären begründet. Die frühen Jahre verliefen teilweise sehr chaotisch, nicht nur in Berlin, aber dort war es besonders auffällig.
Nach Berlin folgte der Süden (Südwesten) 1893 mit der Süd-Westdeutschen Fußball-Union als eigenem Verband, die aber auf Grund interner Streitigkeiten und der geringen Anzahl von Klubs im Süden nur zwei Jahre lang existierte. Danach folgten u. a. 1894 in Hamburg/Altona der Hamburg-Altonaer Fußball-Bund, 1896 in Leipzig der Verband Leipziger Ballspiel-Vereine, 1897 in Karlsruhe der Verband Süddeutscher Fußball-Vereine und 1898 in Düsseldorf der Rheinische Spiel-Verband. Schließlich gründete sich im Jahre 1900 der Deutsche Fußball-Bund als Dachverband.

## Die frühen Jahre
Neben den wenigen Meisterschaften mit ein paar Begegnungen, die erst in Berlin und dann in Hamburg/Altona sowie Leipzig ausgetragen wurden, gab es zahllose sogenannte „Wettspiele“ und Gesellschaftsspiele. Wettspiele, wenngleich der Begriff aus Unkenntnis oft falsch gebraucht wurde, beruhten meist auf der Herausforderung eines anderen Vereins, um zu beweisen, wer die bessere Mannschaft war. Dabei ging es oft um „Diplome“ für den Sieger, gelegentlich auch um einen Pokal. Gegner wurden des Öfteren namentlich in Anzeigen aufgefordert, zu einem Wettspiel anzutreten und würde das nicht der Fall sein, erklärte man sich selbst zum Sieger.
Im Gegensatz zu England und Schottland, wo aus religiösen Gründen keine Sonntagsspiele stattfanden, wurde in Deutschland, von wenigen Ausnahmen abgesehen, Sonntagnachmittag der generelle Fußball-Spieltag. Auch Vormittagsspiele fanden statt, später generell in Hamburg/Altona für die Reservemannschaften auf Grund der wenigen vorhandenen Plätze. Im November 1894 versuchte sich der Hamburger FC 1888 (fusionierte später mit anderen Vereinen zum Hamburger SV) mit zwei Spielen an einem Tag. Morgens um 9.30 Uhr trat man in Wandsbek gegen den Borgfelder FC 1894 an und um 15 Uhr trat der HFC auf der Altonaer Exercierweide dem Altonaer Cricket Club 1893 (wenig später Altonaer FC 1893) gegenüber.
Ursprünglich orientierte sich die Zählweise für ein Resultat noch an den Rugby-Ursprüngen. So verzeichnete ein Freundschaftsspiel des Hamburger FC 1888 gegen den Pöseldorfer Tennis Verein am 30. September 1894 einen Pausenstand von „3-0 Tore, acht Abstöße, zwei Corner = 24 Punkte“ für die Tennisspieler gegen „drei Abstöße des HFC = drei Punkte“. Das Endresultat brachte einen Sieg des Tennisvereins mit 61-6 Punkten und 8-0 Toren.
Lokale Rivalität begann früh und war oft schon in den Anfangsjahren von Missgunst und nicht selten auch reinem Hass begleitet. Aus Mangel an Reportern vor Ort mussten die Sportzeitungen zwangsläufig Spielberichte der Vereine abdrucken, teilweise von den Mannschaftskapitänen und daher sehr einseitig verfasst. Bei doppelter Berichterstattung beider betroffener Clubs wurde das deutlich, wie beispielsweise in diesem Fall:

„Schwaben – Franken 6-1. Auf dem ideal gelegenen Schwabensportplatz fand am letzten Sonntag vor einer zahlreichen Zuschauermenge das fällige Treffen obiger Vereine statt, das mit dem erwarteten Siege der Schwaben endete…Krause (1. Kapt. von Schwaben).“

Der Gegner sah das völlig anders:

„Franken – Schwaben 1-6. Auf jener öden Schwabensandkute, die von extrem phantastisch veranlagten Leuten immer wieder ‚Sportplatz‘ genannt wird, fanden sich am letzten Sonntag zu ihrem Unglücke glücklicherweise nur recht wenige Zuschauer ein, um da einem Spiele beizuwohnen, das unserem Sporte wahrlich keine Ehre gemacht hat…Schulze (Kapt. von Franken).“

Im Gegensatz zu den englischen Mannschaften, bei denen Fair Play, von Ausnahmen abgesehen, an der Tagesordnung war, erwiesen sich viele deutsche Mannschaften als schlechte Verlierer, und das nicht nur in Punktspielen. Einseitige Spielabbrüche waren keine Seltenheit, wenn man sich nicht auf der Siegerstraße befand. Sobald eine sehr hohe Niederlage drohte, nahm diese Tendenz der Unsportlichkeit noch zu. Auch verließen einzelne Spieler das Feld und ließen ihre Mannschaft im Stich, wenn ihnen der Spielverlauf nicht behagte. Oftmals fehlte auch der Respekt, Anweisungen des Mannschaftskapitäns zu befolgen. In den frühen Jahren gab es keine Trainer; der von der Mitgliederversammlung gewählte Kapitän leitete auch das Training, sofern der betreffende Verein überhaupt trainierte.

## Organisation
Die Verbände entstanden, um den Mitgliedsvereinen eine regelmäßige Spielmöglichkeit zu geben. Die Spielklassen waren oft klein, zwei bis acht Clubs in der Regel, nur in Ausnahmefällen mehr. Dennoch schleppte sich die Abwicklung der wenigen Punktspiele oft über Monate hin, gelegentlich bis tief in den Sommer hinein. Die Tatsache, dass Spieler in der Regel sehr jung waren und alle Funktionen in den Clubs und Verbänden selbst übernehmen mussten, daneben auch noch das Amt des Schiedsrichters erfüllten, das alles auf Kosten der eigenen freien Zeit und ohne viel Erfahrung, war eine Ursache der oft chaotischen Zustände in den Verbänden und Vereinen. Nebenbei mussten bei den geringen Mitgliederzahlen und ohne Spieleinnahmen auch alle Kosten durch monatliche Beiträge aus eigener Tasche bezahlt werden. Es gab in diesen Jahren kaum passive Mitglieder. Wie schon in den frühen Jahren in England stammten Spieler und Funktionäre in der Regel aus dem Mittelstand und akademischen Familien. Es bildeten sich auch eine Anzahl akademischer Vereine, als selbstständiger Club oder als Abteilung eines bestehenden Vereins. Mitglieder aus der Arbeiterschicht waren oft nicht erwünscht, daneben hätten Arbeiter auch meist nicht die Vereinsbeiträge und hohen Geldstrafen bezahlen können. Funktionäre kamen in den Anfangsjahren aus dem Bereich der aktiven Spieler, sowohl in den Vereinen, als auch in den Verbänden. Dabei drängten sich oft auch ungeeignete Personen in den Vordergrund, um so an eine Machtposition zu gelangen und diese für ihre persönlichen Zwecke zu missbrauchen.
Durch die Wahl von meist konservativen Funktionären sahen die Verbände sich in der Regel als Selbstzweck und nicht als Interessenvertretung der Mitgliedsvereine. Das führte oft zu erheblichen Spannungen und Auseinandersetzungen. Nicht selten wurden auf Verbandstagen Misstrauensanträge gestellt und ganze Vorstände abgewählt. Angriffe auf Vorstände waren an der Tagesordnung, oft gab es harte Attacken von Seiten der Clubs. Diese endeten nicht selten mit Verweisen oder Geldstrafen für die Betroffenen. Gelegentlich gab es auch Ausschlüsse aus dem Verband. Da die Zahlen der Mitgliedsvereine und Mitglieder stetig stieg, vermehrten sich auch die Einnahmen der Verbände. Besonders unpopulär war die „Kopfsteuer“, bei der für jedes Mitglied ein gewisser Betrag an den Verband abgeführt werden musste. Eine weitere Einnahmequelle war die Pflichtabnahme der Verbandszeitungen, basierend auf einem Anteil der Mitglieder eines jeden Vereins. Daneben wurden die Clubs verpflichtet, einen bestimmten Anteil an Fußball-Jahrbüchern abzunehmen, später auch noch von Athletik-Jahrbüchern. Die Abnahme dieser sogenannten Pflichtexemplare wurde streng kontrolliert. Bestanden Zweifel, wurden die betreffenden Vereine aufgefordert, Postquittungen vorzulegen.
An einer weiteren Einnahmequelle der Verbände trugen die Vereine selbst die größte Schuld: Für eingereichte Proteste musste eine „Protestgebühr“ hinterlegt werden. Geschah dies nicht oder nicht rechtzeitig, wurde der Protest nicht verhandelt. Wurde dem Protest entsprochen, erhielt der betreffende Verein seine Protestgebühr zurück, ansonsten verfiel der Betrag an die Verbandskasse. Daneben entstand über die Jahre ein ganzer Katalog von Strafgebühren, von falscher Spielkleidung bis zu Platzverweisen. Die steigenden Einnahmen führten teilweise dazu, dass sich Funktionäre selbst aus der Kasse bedienten. Weiterhin verloren nicht wenige Funktionäre nach einiger Zeit das Interesse und ließen die Verbandsgeschäfte völlig schleifen. In diese Fällen wurden keine Spieler mehr registriert, keine Post beantwortet oder gemeldete Resultate nicht verarbeitet. Gelegentlich wurden nicht einmal die Unterlagen an einen Nachfolger übergeben, womit unter anderem auch die ein oder andere Tabelle nicht mehr errechnet werden konnte.
Die Erfassung und Registrierung von Spielern erfolgte früh. Hiermit sollte gewährleistet sein, dass ein Spieler nur einem Verein angehörte und auch nur für eine seiner Mannschaften gemeldet werden durfte. Ummeldungen innerhalb eines Clubs waren jederzeit möglich. Lag ein Vereinswechsel ohne Wohnungswechsel vor, galt eine Wartefrist von zwei Monaten bis zur Spielberechtigung. Die Anzahl der Spieler pro Mannschaft war sehr restriktiv und führte zwangsweise zu Problemen. In unzähligen Spielen konnten Mannschaften nicht mit elf Aktiven antreten. Nicht selten wurde selbst das Minimum von acht Spielern unterschritten, womit die Punkte automatisch verloren waren.

## Reglement
Der Fußball wurde ab Mitte der 1890er Jahre aus nationalkonservativen Kreisen, Lehrerschaft sowie Adel und der Turnerschaft scharf kritisiert, da er aus England kam und somit nicht deutsch war. Zwar waren die vorgebrachten Argumente meistens nicht haltbar, aber sie hinterließen in Fußballerkreisen eine nachhaltige Wirkung. Es gab in einigen Zirkeln krampfhafte Versuche, den Fußball als eine urgermanische Sportart darzustellen, was jeder Grundlage entbehrte. In Magdeburg wurde Mitte der 1890er Jahre der Fußball mit eigenen Hausregeln eingedeutscht; aus mangelndem Interesse musste der Versuch nach kurzer Zeit wieder beendet werden. Daneben gab es in einigen Städten Abweichungen von den inzwischen geltenden englischen Regeln. In Bremen beispielsweise wurde nur zweimal 40 Minuten gespielt, woanders gab es keine Elfmeter bei Übertretungen im Strafraum. Als erster deutscher Fußballverband übernahm der Hamburg-Altonaer Fußball- und Cricket Bund für die am 21. März 1896 beginnende Rückrunde die Regeln der englischen Football Association (FA).
Darüber hinaus kam es regelmäßig zu Streitigkeiten und Protesten bezüglich des Reglements oder Spielwertungen. Ein Grundübel war die Tatsache, dass Verbandsfunktionäre auch Mitglied eines bestimmten Vereins waren und auch direkt oder indirekt bei Entscheidungen betroffen wurden, die die Belange des eigenen Clubs berührten. Die Presse griff dieses Problem oft auf, womit deutlich wurde, dass es eines war. Das zeigte sich deutlich bei Urteilssprüchen des Spielausschusses, wo man sich nicht selten gegenseitig entgegenkam. Das Problem bestand mehr oder weniger in allen Verbänden, offenbar besonders extrem in Berlin. Besonders neue, aufgestiegene Clubs, die sich an die Spitze der höchsten Spielklasse vorarbeiteten, hatten es manchmal schwer. Die etablierten Spitzenvereine konnten oder wollten oft nicht tolerieren, dass sie neue Konkurrenz bekommen hatten. In Berlin gab es das Problem mit dem BTuFC Viktoria 1889 und BFC Germania 1888; erst mit den Jahren und neutralerer Besetzung der Spielausschüsse entschärfte sich die Situation. In Hamburg war der SC Victoria 1895 für seinen Gang zum Spielausschuss bekannt, wenn Spiele gegen die anderen Spitzenmannschaften FC Altona 93 oder die F.A. des Eimsbütteler TV verloren gingen. Berüchtigt waren alle Mannschaften des SC Victoria 1895 auch dafür, den Schiedsrichter auf die Überschreitung der Wartezeit aufmerksam zu machen und die Punkte somit kampflos zu erhalten.

## Vergleich mit anderen Nationen
Wenig wird in den frühen Jahren über das Training berichtet. Speziell ausgebildete Trainer gab es keine – wenn überhaupt ein Training stattfand, leitete dieses der Kapitän der Mannschaft. Das Training selbst war sehr einseitig, selbst noch um das Jahr 1910 beschränkte es sich beispielsweise in Berlin auf Torschüsse. Technisches Training und Kondition waren, von Ausnahmen abgesehen, unbekannt. Schon in den frühen Jahren zeichnete sich damit auch schon der Weg des deutschen Fußballs in eine mehr physische Richtung ab. Bereits in den 1890er Jahren wurde sehr defensiv gespielt. Das Spiel war oft darauf ausgelegt, Tore des Gegners zu verhindern, anstatt selbst anzugreifen. Wie weit deutsche Vereine hinter den Leistungen und Fähigkeiten von Clubs aus anderen Ländern hinterher hinkten, zeigte sich in internationalen Freundschaftsspielen. Englische Mannschaften blieben vor dem Ersten Weltkrieg unerreicht, wenngleich der Leistungsunterschied geringer geworden war. Aber auch im kontinentalen Europa waren Fußballhochburgen am Entstehen, vor allem in Prag und Budapest, später auch in Wien und in den Niederlanden. Dort wurde technischer Fußball gepflegt. Es gab oft sehr herbe Niederlagen für die deutschen Spitzenvereine, wenn sie sich mit ausländischen Größen auf dem Spielfeld trafen.
Vor allem mit den Prager Vereinen kam es zu regelmäßigen Freundschaftsspielen. Zwar verhängte der Deutsche Fußball-Bund ein Spielverbot gegen tschechische Vereine, da diese die Unabhängigkeit Tschechiens von der KuK Monarchie anstrebten, aber die weltoffeneren und liberaleren Berliner ließen nicht locker, bis das politisch motivierte Verbot nach Jahren durch einen Abstimmungssieg auf dem DFB-Bundestag wieder aufgehoben wurde. Diese Spiele gegen kontinentale Spitzenmannschaften zogen für die Zeit große Zuschauermengen an, auf die man in Berlin, sicher nicht ganz uneigennützig, ungerne verzichten wollte.

## Regeln und Schiedsrichter
Obwohl Konrad Koch, der den Fußball 1874 in Deutschland einführte, selbst in England gelebt und Fußball sowie Rugby an Schulen kennengelernt hatte, drehte er seine eigenen Erfahrungen um und passte sie den deutschen Gegebenheiten und der deutschen Mentalität an. Während sich englische Jungs bei den Spielen bei nassem und kaltem Wetter im Morast suhlten, galten für deutsche Kinder, die oft Stubenhocker und kränkelnd waren, strenge Kleidungs- und Gesundheitsvorschriften.
Dieses Problem setzte sich bis zum Ersten Weltkrieg bei Erwachsenen fort, wenn wegen ein paar Regentropfen Spiele abgebrochen wurden oder Spieler beim Aufziehen von Wolken ihre Wohnungen gar nicht erst verließen und auf die Punkte verzichteten.
Die Ansetzung von befähigten Schiedsrichtern für die Meisterschaftsspiele in allen Ligen des Deutschen Reiches stellte vor allem vor 1920 ein unüberwindbares Problem dar. Die Schiedsrichter mussten zwangsläufig aus dem Kreis der aktiven Spieler kommen. Viele Vereine waren klein, Mitgliedszahlen von 20 und weniger waren keine Seltenheit. Daneben befanden sich viele Spieler im wehrpflichtigen Alter und wurden zum Militärdienst eingezogen. Da fast nur Sonntagsspiele stattfanden, musste es zwangsläufig zu Engpässen kommen, wenn ein Verein, der einen Schiedsrichter stellen musste, selbst keine komplette Mannschaft aufbieten konnte. Die Konsequenz war, dass man sich für eine möglichst komplette Mannschaft entschied und dafür lieber die Geldstrafe des Verbandes für die Nichtentsendung eines Schiedsrichters in Kauf nahm. Des Öfteren wurden auch Schüler entsandt, um Spiele von Erwachsenen zu leiten.
Die Schiedsrichter standen vor enormen Problemen; nur wenige besaßen ausreichende Regelkenntnisse und vielen entgingen Regeländerungen. In Einzelfällen ließen sie noch Jahre später nach längst überholten Regeln spielen. Die Anzahl der Proteste, vor allem bei Schiedsrichterentscheidungen, war enorm. Zahllose Meisterschaftsspiele wurden von den Spielausschüssen neu angesetzt, wenn sich in den Verhandlungen herausstellte, dass es Regelverstöße der Schiedsrichter gegeben hatte. Viele Schiedsrichter ließen sich auch von Zuschauern und Heimmannschaften manipulieren und bevorteilten diese aus reiner Angst. Auch das kam bei den Verhandlungen vor den Spielausschüssen zur Sprache und wurde oft auch von den Schiedsrichtern selbst zugegeben. Ihr Nachteil war aber auch, dass beide Mannschaften jeweils einen Seitenrichter (Linienrichter) stellten und der Schiedsrichter somit völlig auf sich selbst gestellt war. Auch eine Unzahl von Spielabbrüchen ging auf das Konto von Schiedsrichtern. Zurufe oder Gelächter der Zuschauer über eine Entscheidung des Unparteiischen genügte oft schon, um ein Spiel beleidigt abzubrechen. Weiterhin waren Schiedsrichter auch nicht immer wetterfest und brachen bereits bei einigen Regentropfen ein Spiel kurzerhand ab.
Die Unzufriedenheit über Schiedsrichterleistungen erreichte in der Saison 1904/05 im Bezirk I (Cöln, Bonn, Düren) des Rheinisch-Westfälischen Spiel-Verbandes einen Höhepunkt, als im Januar 1905 alle Spiele der höchsten Klasse „wegen ungenügender Schiedsrichterleistungen annulliert wurden“ und ein Entscheidungsspiel um die Meisterschaft der beiden bis dato bestplatzierten Mannschaften angesetzt wurde. Das Problem selbst bestand aber überall.
Die zeitgenössischen Sportzeitungen griffen das Thema immer wieder auf:
„Bereits vor kurzem nahmen wir die Gelegenheit, auf die missliche Lage der Schiedsrichterfrage in Hamburg einzugehen…Wie bei fast allen Spielen, war beim Antritt der Mannschaften vom Schiedsrichter nichts zu sehen; freilich sind bestimmte Clubs verpflichtet, solche zu stellen, aber jeder freut sich, wenn er seine Elf beisammen hat, was dann noch zu Schiedsrichterzwecken übrig bleibt, dürfte nicht allzu geeignet sein, den oftmals grossen an sie gestellten Aufgaben gewachsen zu sein.“
„Ein Goal wurde übrigens trotz Reklamation vom Schiedsrichter gegeben, obwohl es nach den Regeln nicht hätte gegeben werden dürfen. Selbst von fremden Spielern auf seine falsche Regelauslegung aufmerksam gemacht, beharrte der Schiedsrichter auf seinem Ausspruch.“
„Pforzheim. Am Sonntag, den 4. d. M. standen sich die Mannschaften des Fußball Clubs Pforzheim und Meteor im Retourwettspiel gegenüber…Gespielt wurde 40:40 Minuten bzw. 35:45 Minuten, da durch ein Versehen des Schiedsrichters die erste Spielzeit 5 Minuten verkürzt wurde.“
„Am Sonntag, den 31. Maerz, spielte der B.Th.u.F.C. Attila gegen den B.F.C. Hubertus in einem Wettspiele auf dem Platze des letzteren Vereins…Zu erwähnen ist, daß einige Spieler von Hubertus, wenn ihr Thor bedrängt wurde, einen zweiten Ball in das Spielfeld stießen, um die Stürmer Attilas in Verwirrung zu bringen. Anm. d. Red. Wo war denn der Schiedsrichter? Ein einmaliges Verbieten solcher Ungehörigkeiten müßte genügen.“
„Bremer SC 1891 – FC St. Georg 1895 4:0 …Sehr ungewöhnlich berührte es die an die strengen Vorschriften ihres Verbandes gewöhnten Hamburger, daß es in Bremen stets erlaubt ist, auf den Mann zu spielen, auch wenn dieser nicht am Ball ist, sowie, daß das Anrempeln von hinten keineswegs als verboten betrachtet wird. Der Bremer Verband sollte seine Vorschriften mit denen des Deutschen Fussball-Bundes in Einklang bringen. Sonst dürften die Bremer bei auswärtigen Spielen mit den Schiedsrichtern trübe Erfahrungen machen.“
Oftmals waren auch die Spielplätze nicht oder nur schwerlich auszumachen, so dass zahllose Spiele ausfielen oder bedeutend später als vorgesehen beginnen konnten, was auch die folgende Pressenotiz bestätigte:
„Der Schiedsrichter hatte sich auf Minerva’s Platz an der Gotzkowskybrücke begeben, doch war auf seinen Anpfiff weder Minerva noch Rapide zur Stelle, die sich auf Rapide’s Platz in der Bernauerstrasse trafen und dort ein Spiel ausfochten.“
Das Berliner Tageblatt schrieb nach dem VI. Bundestag des DFB, der 1903 in Hamburg stattfand, in einem Artikel:

„Ein ergiebiges Tätigkeitsfeld für ‚Schiebungen‘ aller Art bieten auch die Schiedsrichtersitzungen, in denen die Abhaltung der Verbandswettspiele geregelt wird. Wehe dem Verein, der außerhalb des ‚Ringes‘ steht, den gewisse Vereine bilden. Sie haben die Macht auf ihrer Seite, und sobald ein Verein sich sportlich hervortut oder gar durch sein gutes Spiel Absichten auf die Meisterschaft kundgibt, werden ihm die Flügel beschnitten. Unter dem Deckmantel der Verbandsstatuten, deren Auslegung manchem Juristen Ehre machen würde, wird diesem Verein bewiesen, daß seine Erfolge nicht rechtmäßig sind. Wenn die Statuten oder deren spitzfindige Auslegung nicht ausreichen, wird abgestimmt und das Recht mit Füßen getreten. Die Meisterschaften werden in Berlin nicht durch sportliche Leistungsfähigkeit auf dem grünen Rasen, sondern durch Abstimmung am grünen Tisch entschieden. Schon manchem Verein, der am Sonntag im Fußballspiel einen mühsamen Sieg errungen hatte, wurde dieser Erfolg in der darauffolgenden Schiedsrichtersitzung durch die Intrigen einer Clique von Verbandsvereinen zunichte gemacht, welche es sich zum Ziel gesetzt haben, aufstrebende Verbandsvereine, die ihnen Konkurrenz machen können, zu unterdrücken. Die Zahl der Fälle, in welchen die berechtigten Ansprüche einiger Verbandsvereine durch eine zusammengebrachte Mehrheit abgewiesen wurde, ist recht zahlreich…“

Die Münchner Fußballvereine bildeten bereits im Februar 1901 ein Schiedsrichterkollegium, „das den Zweck hat, eine engere Fühlung unter den Münchner Fußballvereinen herbeizuführen und durch Aufstellung befähigter Schiedsrichter die Fußball-Wettspiele auf ein möglichst vornehmes Niveau zu bringen und zu erhalten.“

## Frühe Plätze und Ausrüstung
Die Voraussetzungen zur Austragung von Punkt- und Freundschaftsspielen waren, was vor allem den Spielplatz und gelegentlich auch die Umkleidemöglichkeiten anging, oft sehr primitiv. Im Gegensatz zu England, wo meist öffentliche Parks und Grünanlagen zur Austragung von Spielen genutzt werden konnten, waren Spielplätze im Deutschen Reich Mangelware. Ohne das Entgegenkommen der lokalen Militärbehörden hätten einige Verbände keinen Punktspielbetrieb aufnehmen können, da kein anderer geeigneter Platz am Ort vorhanden war, den man nutzen durfte. Wurde die Genehmigung wie in dem folgenden Fall zurückgezogen, entstanden unüberwindbare Probleme: „Rostock. Da den hiesigen Fußballclubs das Spiel auf dem Exerzierplatze von dem Militär-Commando untersagt ist, konnten wir in dieser Saison keine Wettspiele austragen. Derzeit spielen wir Wasserpolo.“
Spielfelder reichten von Exerzierplätzen bis zu Müllhalden, Wiesen, auf denen Kühe und Schafe grasten, bis hin zu mit Glasscherben übersäten Plätzen. Einige Spielberichte und Mitteilungen erwähnten die jeweiligen Zustände:
„Der Platz, ein sogenannter Koksplatz, weist auf der einen Längsseite eine ziemlich breite und tiefe Rinne auf.“
„Am letzten Sonntag standen sich der Steglizer F.C. Prinz Heinrich und der Friedenauer S.C. 1900 auf dem sehr ungeeigneten Felde des letzteren gegenüber. Trotz der 1/2 m tiefen Grube, die sich vor dem einen Goal befand, gelang es den Steglitzern noch mit 7-0 abzuschließen.“
„Burgund hatte Platzwahl und spielte zuerst bergauf und gegen den Wind.“
Oft diente eine in der „Nähe“ liegende Kneipe oder Restaurant als Umkleidelokal. Die Wirte wussten, dass die Spieler nach einer Begegnung durstig waren und Umsatz garantierten und stellten somit gerne einen Raum zur Verfügung. Nicht selten mussten von dort aus erhebliche Entfernungen zum Spielplatz zurückgelegt werden. Da in dieser Zeit keine festen Spielplätze existierten, sondern nur ein Feld ohne Tore, Eckfahnen etc., musste zu jedem Spiel „gebaut“ und danach wieder „abgebaut“ werden. Die Heimmannschaft, der bauende Verein, schleppte die „Spielgeräte“ zum Platz und baute sie dort auf. Für das Einlassen der Torpfosten wurde meist ein „Erdbohrer“ verwendet, um für die Verankerung Löcher in die Erde zu bohren. Bei gefrorenem Boden war dies eine anstrengende, zeitraubende und schweißtreibende Arbeit. Gleichzeitig wartete die Gastmannschaft mit dem Schiedsrichter auf die Fertigstellung des Spielplatzes. Es gab Fälle, in denen übereifrige Schutzmänner gegen Spieler, die Torpfosten auf ihren Schultern durch die öffentlichen Straßen zum Spielplatz schleppten, Geldstrafen „wegen groben Unfugs“ verhängten.
In den Anfangsjahren musste alles Spielmaterial aus England importiert werden, wo mittlerweile eine ganze Industrie entstanden war und von Fußbällen über Schuhe, Trikots, Hosen, Drehkreuz etc. alles hergestellt wurde. Da es in Deutschland keine geschlossenen Spielplätze gab, beschränkte sich der Import auf Spielkleidung, Bälle und (Luft)Blasen, Luftpumpen, die in Fachgeschäften angeboten wurden. Erst später entwickelte sich auch im Deutschen Reich eine eigene Industrie für Sportartikel. Im Zuge des steigenden Nationalismus und der anti-englischen Stimmung wurde die deutsche Sportindustrie stark von den Fußballverbänden unterstützt, die Spieler und Vereine in ihren Verbandsorganen aufforderten, nur deutsche Waren zu kaufen. Gelegentlich ging der Nationalismus sogar so weit, die Gesundheit der Spieler bewusst zu gefährden. Ein Fabrikant stellte Fußballschuhe mit Stahlkappen her, dennoch forderte man Vereine und Spieler auf, diese solange abzunehmen, bis der vorhandene Lagerbestand ausverkauft war.
Auf Grund der leeren Kassen bei den meisten Clubs waren auch gebrauchte Spielgeräte sehr begehrt, wie die folgende Anzeige bewies: „Eine gut erhaltene Fußballspiel-Einrichtung wird zu kaufen gesucht. Offerten unter W.K. 1903, Postamt 42.“ Auch Verluste wurden angezeigt: „Verloren. Am vergangenen Sonntag, d. 11. d. Mts., kam auf dem Bernauer Spielplatze bei dem Wettspiel des B. Th. und Helgoland contra B.F.T.u.C. Allemannia ein Fußball abhanden. Der ehrliche Finder wird gebeten, denselben im Vereinszimmer bei Herrn A. Kuss, Fidicinstr. 39a, abzugeben. B. Th. u. F.C. Helgoland.“
Es gab auch Beschwerden von Gastmannschaften über erbärmliche Zustände auf einigen Plätzen, vor allem wenn man gezwungen war, sich in einem schmutzigen Kuh- oder Schafstall umzukleiden und sich dort auch nach dem Spiel zu waschen. Später gab es lokale Platzkommissionen, die Spielplätze vor Saisonbeginn inspizierten und gelegentlich auch auf Grund von Gefahren für die Gesundheit der Spieler sperrten. Viele Plätze erfüllten auch nicht die Mindestmaße, wurden aus Mangel an Alternativen aber doch zugelassen. In einem „Eingesandt“ (Leserbrief) aus dem Jahre 1904 wurden die Missstände gerügt: „Als alter Spieler erlaube ich mir, auf Mißstände bei sogar führenden Sportclubs aufmerksam zu machen, die sich besonders jetzt in den kalten und nassen Monaten fühlbar machen. Sie betreffen die Unterkunftsstätten, die Clubs mieten, oder die ihnen angewiesen werden, allerorts meistens Räume, die, zu klein, zu luftig, zu feucht und in der jetzigen Jahreszeit zu kalt und unfreundlich, sich an primitivem Komfort überbieten. Und dabei sind die oft ausschlaggebend für den ersten Eindruck weitgereister, somit pflegebedürftiger Gäste. Es ist hohe Zeit, daß in dieser Hinsicht unser Sport Veredelung erfährt, und das unsere führenden Clubs beginnen, ihren Athleten die Annehmlichkeiten bieten, die für Köerperpflege notwendig sind! Mit der Bewegung, die in kurzer Spanne Zeit in richtiger Erkenntnis Völker ergriff, Rasenspiele zu fördern, scheint gerade beim Fußballsport der edle Sinn für die Pflege unseres Körpers nicht genug Schritt gehalten zu haben, was oben erwähnte Genügsamkeiten beweisen! Mit vorzüglicher Hochachtung, P. Francke, F.C. W.L.“
Auch der Unterhalt der „Spielgeräte“, vor allem bei den Bällen sowie die organisatorische Vorbereitung, wer wofür an Spieltagen verantwortlich war, ließ oft zu wünschen übrig. „Wilmersdorfer F.C. Ascania – B.F.C. West. West gewann kampflos, da Ascania keine Geräte und Ball zu Stelle hatte.“
„In der III. Klasse spielten Victoria III – Britannia II. Beim ersten Spiele hatte der Schiedsrichter gefehlt. Dieses Mal stand das Spiel wieder unter einem Unstern: Victoria schaffte erst verspätet einen Ball zur Stelle, der boshaft genug war, wahrscheinlich weil er wußte, daß kein Ersatzball vorhanden war, nach kurzer Zeit zu platzen. Britannia half den Gegnern aus, so daß das Spiel dem Schicksal zum trotz zu Ende geführt werden konnte.“
„Die Bälle waren schlecht, zwei derselben wurden untauglich.“
Die meisten Vereine waren sehr gastfreundlich, sie holten vor allem bei Freundschaftsspielen gegen auswärtige Mannschaften ihre Gäste bereits am Bahnhof ab, brachten sie zum Umkleidelokal und später zum Spielplatz. Danach gab es oft auch noch ein gemeinsames Essen, gelegentlich noch mit anschließendem Kommers, auch Kneipe genannt, bei dem reichlich viel getrunken, und wie in der Zeit üblich, auch gesungen wurde. Andere Clubs waren weniger gastfreundlich und überließen ihre Gäste ihrem eigenen Schicksal. Bei nur vager oder keiner Ortsangabe des Platzes war es nicht immer möglich, den Platz des Heimvereins zu finden, auch die Befragung Einheimischer führte nicht immer zum Ziel. Das kam in der zeitgenössischen Sportpresse unter den Resultaten mehrfach zum Ausdruck:
„Viktoria III hatte gegen Brandenburg III zu kämpfen, da aber die Viktorianer ihre Gegner trotz Suchens nicht finden konnten, musste das Spiel ausfallen.“
„V.B.B. Sitzung des Spielausschusses, Abteilung für Fussball, vom 20 April 1903. …Für das Spiel Sparta – Hertha II wird auf Antrag von Hertha ein neuer Termin angesetzt, da Hertha den Spielplatz von Sparta nicht hatte ausfindig machen können.“
Gelegentlich gingen Heimvereine noch einen Schritt weiter und erschienen selbst nicht zu dem von ihnen arrangierten Spiel.
Berlin hatte mit dem Tempelhofer Feld einen sehr großes Terrain, auf dem zahlreiche Vereine ihre Punkt- und Freundschaftsspiele austragen konnten, sowohl links als auch rechts der Chaussee, dem heutigen Tempelhofer Damm. In der Saison 1892/93 beispielsweise spielten von den elf Vereinen in der 1. Berliner Klasse sechs links und einer rechts von der Chaussee und vier Clubs auf dem „Exercierplatz zur einsamen Pappel“ in der Bernauer Straße. Die jeweiligen „Plätze“ wurden angewiesen, so wie in der folgenden Mitteilung: „V.B.B. Folgende Spielplätze wurden festgesetzt: Stern spielt hinter Viktoria. Helgoland I. Mannschaft neben Viktoria’s II. Mannschaft. Helvetia hinter Union links der Pappel, jenseits des nach Tempelhof führenden Weges. Wacker hinter Helvetia.“ „Auf Verlangen des Generalkommandos werden alle Verbandsvereine ersucht, u m g e h e n d die Originale der Spielkonzessionen an mich einzusenden. I.A.: Carl Wüst, 1. Schriftf. V.B.B.“
Als die Gemeinde Tempelhof 1904 Strafverfügungen gegen Vereine und Spieler verhängte, die während der Kirchenzeit (Sonntag vormittags um 11 Uhr) auf dem Tempelhofer Feld spielten, kam es zu einem Rechtsstreit den der Verband Berliner Ballspielvereine einleitete. „In dem bekannten Rechtsstreit zwischen dem Berliner Verbande und der Gemeinde Tempelhof, die wiederholt Verbandsmitglieder wegen Ausübung des Fußballsports während der Kirchenzeit mit Strafverfügungen bedacht hatte, verwarf das Landgericht Berlin II am verflossenen Freitag die gegen das freisprechende Urteil der ersten Instanz vom Staatsanwalt eingelegte Berufung und ließ in der Urteilsbegründung keinen Zweifel, daß das Fußballspielen keine die Sonntagsruhe störende Veranstaltung sei.“
In der Saison 1904/05 spielten 42 Mannschaften auf dem Tempelhofer Feld. Der VBB veröffentlichte eine Skizze in der die Spielfelder eingezeichnet waren. In sieben vertikalen Reihen war das Areal horizontal in fünf, sechs, sieben und zweimal acht Spielfelder eingeteilt worden. 15 erste Mannschaften und 27 untere Teams trugen hier ihre Meisterschaftsspiele aus. Der Verband bestimmte „Zwischen den einzelnen Spielfeldern ist nach allen 4 Seiten mindestens 2 m für das Publikum frei zu lassen. Nebenstehende Skizze dient als Grundlage für die bauenden Vereine. Zuwiderhandlungen werden bestraft.“
In einigen Städten, z. B. Hamburg und Leipzig konnte gelegentlich in öffentlichen Parks gespielt werden. Die Nachteile dieser Plätze zeigte ein zeitgenössischer Bericht aus Leipzig auf: „…Ein zweiter Punkt, an dem die Arbeit einsetzen müßste, ist die Absperrung des Feldes. Daß Leute hier und da die Linien über schreiten, in dem Bestreben, einen Vorgang besser verfolgen zu können, soll auch anderweitig vorkommen, aber eine Familie mit Kinderwagen mitten im Felde, wie es im vorigen Herbst hier passierte, ist wohl Rekord in dieser Hinsicht. Natürlich war das Publicum auch gestern mitten im Felde. Es ist wohl auch für die auf dem Exerzierplatz spielenden Clubs keine zu große Ausgabe, eine Leine und ein paar Stangen anzuschaffen und so das ein regelrechtes Ergebnis zu stande kommen kann.“ In Hamburg war die Situation nicht besser: „Von noch größerer Bedeutung war das nachmittags auf dem Heigengeistfelde zum Austrag gelangte Wettspiel des Altonaer-Fussball-Clubs von 1893 gegen den Fussball-Club Victoria, da aus ihm einige Schlüsse auf den Ausgang der Meisterschaft gefolgert werden können… Nachdem hier für Altona das erste Goal gefallen, verschärfte sich das Tempo. Die linke Seite der Führenden vermochte sich jedoch zu deren Nachteil nicht zu entwickeln, da die Zuschauer über die ganze Laenge des Feldes hin um 10 bis 15 m die Grenzlinie überschritten hatten.“ Und weiter in Hamburg: „Das Wettspiel fand erst am Nachmittag und im Stadtgebiete statt, nämlich auf dem Heiligengeistfelde, einem Terrain, welches alljährlich zu Weihnachten den Gästen des Hamburger Doms zur Verfügung gestellt wird, und auf welchem sich zur Zeit bereits alle Hände regen, um den Aufbau der Buden vorzunehmen. Die Folge davon war, daß das Terrain stark beschränkt war, und zum Schluß nur ein Spielplatz abgesteckt werden konnte, der in mancher Hinsicht den gebräuchlichen Anforderungen nicht genügte. Abgesehen davon, dass der Platz sehr klein war, hatte der unaufhörliche Regen seine Oberfläche in einen Zustand versetzt, der jedes sichere Spiel zur Unmöglichkeit machte.“
Erst in den folgenden Jahren verbesserte sich die Situation langsam, als neue und meist geschlossene Plätze entstanden, auf denen auch erstmals Eintrittsgelder kassiert werden konnten.

## Zuschauer
Im Gegensatz zu England wurden aus den deutschen Ligen nur sehr selten Zuschauerzahlen gemeldet, ebenso waren Mannschaftsaufstellungen eine Seltenheit. Diese schlechte Berichterstattung setzte sich bis in die 1920er Jahre fort und selbst danach wurden diese Daten nicht immer abgedruckt.
Die drei Ur-Länderspiele gegen England im November 1899 lockten nur wenige Zuschauer an. Der Berliner Polizeipräsident hatte das ursprünglich für Bußtag geplante erste Spiel verboten, wodurch die Begegnung um einen Tag auf Donnerstag, den 23. November verschoben werden musste. Auf Grund der frühen Anstoßzeit um 14:38 Uhr wohnten nur rund 1.000 Zuschauer dem Spiel auf dem Athletik-Sportplatz am Kurfürstendamm bei. Da die englische Mannschaft am folgenden Tag um 13 Uhr nach Prag abreiste, musste das zweite Spiel bereits um 10:45 Uhr morgens beginnen, erneut auf dem Athletik-Sportplatz. Nur rund 600 Besucher fanden sich zu so früher Stunde an einem Wochentag ein. Die letzte Partie, am Dienstag, den 28. November 1899 auf dem Karlsruher Engländerplatz, wurde von ca. 1.500 Zuschauern verfolgt, die Anstoßzeit war um 14:30 Uhr.
Den Rekordbesuch für ein deutsches Länderspiel auf heimischen Boden gab es am 21. März 1913 auf dem Viktoria-Sportplatz in der Eisenacher Straße in Berlin-Mariendorf, als die Nationalmannschaft gegen die englischen Amateure antrat. Trotz der für die Zeit sehr hohen Eintrittspreise von M 5,00 für die Tribüne, M 2,50, M 1,50 und M 0,50 für die anderen Plätze, fanden sich schon sechs Stunden vor dem für 16 Uhr angesetzten Spielbeginn die ersten Zuschauer auf dem viel zu kleinen Platz ein. Nachdem um 15:15 Uhr alle Karten ausverkauft waren und die Kassen geschlossen wurden, verschaffte sich ein Teil der wartenden Menge gewaltsam Zutritt zum Platz. Bei Spielbeginn standen die Zuschauer dichtgedrängt bis an die Außenlinien. Weitere geschätzte 8.000 Personen fanden keinen Einlass mehr. Die Sportpresse meldete einen überfüllten Platz mit 17.000 Zuschauern. Die offizielle Zuschauerzahl von 11.257 bescherte dem DFB mit 13.723,85 Mark seine Rekordeinnahme vor dem Ersten Weltkrieg.
Andere Länderspiele zogen relativ wenige Zuschauer an und das, obwohl insgesamt nur wenige internationale Begegnungen in den frühen Jahren ausgetragen wurden. Da die meisten Zahlen geschätzt wurden, gaben sie ein recht schiefes Bild der tatsächlich anwesenden und zahlenden Besucher wieder. War die deutsche Nationalmannschaft in dieser Zeit auch kein großer und attraktiver Gegner, so kamen in den Auswärtsspielen in Budapest 1912 geschätzte 25.000 und gegen die Niederlande im neuen Amsterdamer Stadion 1914 18.000 Besucher. In Deutschland fehlte es an großen und adäquaten Stadien um entsprechende Zuschauermengen bei attraktiven Spielen unterbringen zu können. Das für die Olympischen Spiele 1916 gebaute „Deutsche Stadion“ in Berlin (nach dem Ersten Weltkrieg in „Grunewald Stadion“ umbenannt), war wegen der Aschenbahn und dem integrierten Schwimmstadion eine Anlage ohne jegliches Flair und Atmosphäre. In keiner anderen deutschen Stadt gab es auch nur annähernd so viele Fußballvereine wie in Berlin, was sich aber mehr in der Anzahl der Aktiven dann im allgemeinen Interesse in der Bevölkerung niederschlug. Zuschauerzahlen in Berlin blieben im Verhältnis zur Größe der Stadt gering.
Auch die Endrunden- und Finalspiele um die Deutsche Meisterschaft erreichten erst nach Ende des Ersten Weltkrieges ansehnlichere Besucherzahlen. Wurden die Zuschauerzahlen von zwei Vorrundenspielen in den frühen Jahren verheimlicht, den Minusrekord für ein Endrundenspiel dürfte die 1905 im Sportpark des Dresdner SC 1898 ausgetragene Partie zwischen dem SC Schlesien Breslau und dem SC Alemannia Cottbus mit geschätzten 50 Zuschauern halten. Zahlen von 100 bis 400 waren in den frühen Jahren nicht selten. Die mit Sicherheit noch großzügigen Schätzungen für die Endrunden ergaben in der ersten Endrunde 1902/03 in vier Spielen 2.800 Zuschauer, 1903/04 (in dem das Finale ausfiel) 1.200 Besucher in fünf Partien (eine weitere Zuschauerzahl nicht gemeldet), 1904/05 5.050 in acht Begegnungen und 1905/06 6.550 in sechs Spielen. Zog das Finale in Nürnberg nur 1.100 Besucher, so wurden zwei Vorrundenspiele von jeweils 2.000 Personen gesehen.
Auch in den folgenden Jahren stieg das Interesse nicht nennenswert an, 1906/07 insgesamt 7.500 (fünf Spiele), 1907/08 13.200 in aber acht Begegnungen, 1908/09 7.900 Besucher in sieben Partien. Erst 1909/10 stieg die Gesamtzuschauerzahl in acht Spielen auf 25.300, wobei das Semifinale der beiden Karlsruher Clubs KFV und Phönix mit 8.000 Besuchern schon fast ein Drittel ausmachte. Der Aufwärtstrend blieb aber bestehen.
In den letzten vier Spielzeiten vor dem Ersten Weltkrieg stiegen die Zahlen weiter an. 1910/11 29.200 Zuschauer in sechs Spielen, 1911/12 wurden offizielle Zahlen gemeldet 23.152 (sieben Spiele), 1912/13 (erneut offizielle Zahlen) 22.349 (sechs Spiele) und 1913/14 47.700 Zuschauer in sieben Begegnungen. Jeweils ein Viertel- und Semifinalspiel wurde in dieser Saison von 12.000 Zuschauern besucht.
Nur das Finale von Dresden 1911 mit geschätzten 12.000 Besuchern erreichte eine fünfstellige Zuschauerzahl.
Auch der Kronprinzenpokal (vom Kronprinzen gestifteter Pokal für die Auswahlmannschaften der Regionalverbände) konnte keine Zuschauermassen auf die Beine bringen. In der ersten Saison 1908/09 sahen 10,400 Zuschauer die sechs Begegnungen, 1909/10 13.900 Besucher in sechs Partien (eine weitere Zuschauerzahl wurde nicht gemeldet), 1910/11 18.800 (sieben Spiele – eine weitere Besucherzahl nicht genannt), 1911/12 (offizielle Zahlen) 18.131 (sechs Spiele), 1912/13 (offizielle Zahlen) 25.912 (sechs Spiele) und 1913/14 (offizielle Zahlen) 31.318 in sechs Partien. Das Finale 1914 zwischen Nord- und Mitteldeutschland fand erstmals im „Deutschen Stadion“ in Berlin statt und lockte 16.100 Besucher an, vermutlich die deutsche Rekordzuschauerzahl vor dem Ersten Weltkrieg.
Die Punktspiele waren, von wenigen Spitzenspielen und langsam entstehenden Lokalderbys abgesehen, vor dem Ersten Weltkrieg schlecht besucht. Zuschauerzahlen von wenigen hundert und selbst unter 100 Besuchern waren die Regel. War der Fußball für die ältere Generation mit Sicherheit eine Neuerung die Gewöhnungszeit brauchte, wurde vielerorts aber auch bemängelt das selbst Kinder und Jugendliche ebenso wenig Interesse zeigten und lieber selbst andere Sportarten wie z. B. Schlagball betrieben. Das entscheidende Spiel um die Berliner Meisterschaft der Saison 1893/94 zwischen BFC Germania 1888 und BTuFC Viktoria 89 lockte 4.000 Zuschauer zum Tempelhofer Feld, eine damalige Rekordbesucherzahl.

## Regionalverbände
Nach Verhandlungen zwischen dem DFB und den bestehenden Verbänden wurden im März 1906 die Gebiete wie folgt festgelegt:
Norddeutschland: Im Westen und Norden die deutsche Reichsgrenze, im Osten die Mecklenburgische Landesgrenze und die Grenze des Berliner Verbandes, im Süden die Grenze des Mitteldeutschen Verbandes und von Worbis bis einschl. Northeim, Einbeck, Coppenbrügge, Haste, Wunstorf, Steinhuder Meer, Wagenfeld (Stolzenau gehört zu Westdeutschland), Bramsche (Westfälische Landesgrenze) bis Nordhorn.
Westdeutschland: Im Osten und Norden die Grenzen gegen Mittel- und Norddeutschland, im Westen die deutsche Reichsgrenze bis unweit Vic, im Süden eine Linie von Vic südlich Bensdorf, Zweibrücken, Kahlhausen bis zur rheinischen Grenze nördlich von Kusel (zu Süddeutschland), diese bis Bingen, Eltville, Idstein, Gr. Kärben, Büdingen, Flieden bis zur bayerischen Landesgrenze und bis zur Grenze gegen Mitteldeutschland.
Süddeutschland: Nach Norden die Grenzen gegen West- und Mitteldeutschland und im Übrigen die deutsche Reichsgrenze.
Berlin: Die Provinz Brandenburg ohne die Niederlausitz.
Mitteldeutschland: Begrenzt von: Im Süden: die sächsische Landesgrenze, im Osten: Südostdeutschland und Berlin, im Norden: eine Linie von der Einmündung des Plauer Kanals nördlich folgender Städte: Genthin, Mahlwinkel, Ochtmersleben, Klein-Germersleben, Aschersleben, Stolberg, Benechtenstein (Anhaltischen und Braunschweigische Grenze) Ellrich; Hannoversche Grenze bis Worbis, im Westen: Treffurt, Sachsen-Weimar-Eisenacher Landesgrenze bis zur bayerischen Grenze, im Süden: Sachsen-Meiningen und Sachsen-Coburg-Gothaer Landesgrenze bis Ebersdorf, südlich Kronach, Münchberg, Selb bis zur deutschen Reichsgrenze.
Pommern: Die Provinz Pommern.
Nordostdeutschland: Die Provinzen Ost- und Westpreußen, der Regierungsbezirk Bromberg.
Südostdeutschland: Die Provinz Schlesien, der Regierungsbezirk Posen und die Niederlausitz (Kreise: Luckau, Lübben, Calau, Cottbus, Spremberg, Guben, Sorau, Krossen und Züllichau).
„Diese Einteilung ist hauptsächlich mit Rücksicht auf die bestehenden Eisenbahnverbindungen geschehen, wo es angängig war, wurden die politischen Grenzen genommen.“
Der große Verlierer der Neueinteilung war der Norden, der dem Wunsch der Casseler Vereine, sich dem Rheinisch-Westfälischen Spiel-Verband anzuschließen, entsprochen hatte und somit ein relativ großes Gebiet abtrat. Bis zum Jahre 1911 gehörte die Altmark (Stendal, Rathenow, Tangermünde) zu Norddeutschland. Der Bezirk bestand allerdings nur auf dem Papier, erst nach dem Übertritt in den Verband Mitteldeutscher Ballspiel-Vereine wurde dort auch tatsächlich der Spielbetrieb aufgenommen.
Im äußersten Norden reichte der Einfluss des NFV auch nur theoretisch bis an „die deutsche Reichsgrenze“, denn tatsächlich gelang es nicht, die Vereine aus Nordschleswig zu integrieren. Diese waren seit 1903 im Nordslesvig Fælles-Idrætsforening organisiert, der 1911 zum Eintritt in den Verband aufgefordert wurde, dies aber ablehnte. Daraufhin disqualifizierte der NFV die nordschleswigschen Vereine und meldete dies auch dem dänischen Verband Dansk Boldspil-Union. Nach der Volksabstimmung von 1920 wurde das Gebiet dänisch.
Pommern erhielt eine fragwürdige Ausnahmestellung, da bis dato nur der Spielbetrieb in Stettin organisiert war, wo sich die Vereine aber endlos gegenseitig bekämpften. Von 1907 bis 1911 schlossen sich die Stettiner Vereine dem Verband Berliner Ballspielvereine (VBB) als dessen Ortsgruppe Stettin an. Nach dem Zusammenschluss der drei Berliner Verbände im Frühjahr 1911 endete die Mitgliedschaft der Stettiner Vereine. Danach wurde von Stettin der Versuch unternommen einen eigenen Regionalverband zu gründen und sich Gebiete anderer Regionalverbände anzueignen. Unter anderem hatte man ein Auge auf Mecklenburg geworfen. Nachdem dieses Ansinnen auf Grund der chaotischen Zustände in Stettin woanders nur auf Kopfschütteln und Unverständnis stieß, schloss sich Stettin 1913 dem Baltischen Rasen- und Wintersport-Verband an. 1911 hatten sich bereits andere pommersche Vereine außerhalb Stettins dem baltischen Verband angeschlossen. Vorpommern hingegen gehörte bis 1925 zum Norden (NFV).

## Printmedien
Da die Berichterstattung in den Printmedien der damaligen Zeit im Gegensatz zu England oft nur grob, ungenau, einseitig oder falsch war, ist der Werdegang – vor allem der kleineren Verbände und Mitgliedsvereine – nicht immer nachzuvollziehen. Tageszeitungen berichteten anfangs kaum über Fußball und verlangten gelegentlich sogar Geld für den Druck von Berichten und Resultaten. Daher entstanden mit den Jahren Sport- und Fußballzeitungen. Diese waren ohne eigene Korrespondenten und somit abhängig von lokalen Berichterstattern. Gab es diese nicht oder waren diese verhindert, gab es auch keine lokalen Berichte aus dieser Region oder Stadt.
Die Verbandszeitungen der regionalen Fußballverbände kämpften mit dem gleichen Problemen, obwohl sie noch den Vorteil hatten, dass Schiedsrichter die Resultate an den jeweiligen Bezirk melden mussten, wo sie gesammelt und dann an die Redaktion geschickt wurden. Eine Institution wie The Telegraph Exchange in England, in der schon in den frühen Jahren landesweit eingehende Telegramme lokaler Korrespondenten Resultate von soeben beendeten Spielen meldeten, die dann umgehend an alle Zeitungen verbreitet wurden, gab es in Deutschland nicht. Noch in den 1930er Jahren war die Berichterstattung und Meldung von Resultaten oft sehr dürftig und falsch.
Doch waren Teile der Sportpresse schon in den Anfangsjahren oft kritisch, manchmal sehr bissig und erfrischend. Das führte des Öfteren zu Konflikten mit Verbänden und Einzelpersonen, gelegentlich auch zum Boykott durch einen Verband, der dann keine offiziellen Mitteilungen und Resultate mehr an die betreffende Sportzeitung zur Veröffentlichung weitergab.

## Verbände und lokale Meisterschaften 1890–1933
| Verband | Bereich (heutige Bundesländer)                                                                                            | Bestand        | Bestand             |
| Verband | Bereich (heutige Bundesländer)                                                                                            | von            | bis                 |
| --- | --- | -------------- | ------------------- |
| Bund Deutscher Fußballspieler | Berlin, bzw. ganz Deutschland                                                                                             | 1890           | 1892                |
| Deutscher Fußball- und Cricket Bund                                                                                                  | Berlin, bzw. ganz Deutschland                                                                                             | 1891           | 1902                |
| Süddeutsche Fußball-Union | Süddeutschland (insbesondere der Südwesten)                                                                               | 1893           | 1895                |
| Thor- und Fußballbund Berlin | Berlin | 1894           | 1895                |
| Hamburg-Altonaer Fußball- und Cricket Bund                                                                                           | Hamburg, Altona und Umgebung                                                                                              | 1894           | 1907                |
| Allgemeiner Deutscher Sport Bund | Berlin | 1894           | 1898                |
| Verband Leipziger Ballspiel-Vereine                                                                                                  | Leipzig | 1896           | 1905                |
| Meisterschaft des Nordens | Berlin | 1897           |                     |
| Verband Deutscher Ballspielvereine (ab 1902 Verband Berliner Ballspielvereine)                                                       | ganz Deutschland ab 1902 Berlin und Brandenburg                                                                           | 1897           | 1911                |
| Ring Magdeburger Fußball-Vereine | Magdeburg | 1897           | 1898                |
| Verband Süddeutscher Fußball-Vereine (ab 1914 Süddeutscher Fußball-Verband, ab 1927 Süddeutscher Leichtathletik- und Fußballverband) | Südhessen, Rheinland, Pfalz, Saarland, Baden, Württemberg, Bayern, Elsaß-Lothringen                                       | 1897           | 1933                |
| Westdeutscher Spiel-Verband (1898–1900 Rheinischer Spiel-Verband, 1900–1907 Rheinisch-Westfälischer Spiel-Verband)                   | Westdeutschland/Osnabrück/Göttingen/Nord- und Mittelhessen/Coblenz                                                        | 1898           | 1934                |
| Verband Bremer Fußball-Vereine | Bremen | 1899           | 1907                |
| Karlsruher Fußball-Bund | Karlsruhe | 1899           | 1901                |
| Mannheimer Fußball-Bund (ab 1901 Mannheimer Fußball-Bund Wettspielverband Pfalzgau)                                                  | Mannheim ab 1901 mit Umgebung                                                                                             | 1899           | 1902                |
| Frankfurter Association Bund | Frankfurt und zeitweise Bockenheim                                                                                        | 1900           | 1908                |
| Deutscher Fußball-Bund | Deutsches Reich | 1900           | 1940 und 1949–heute |
| Fußballverband an der Unterweser | Bremerhaven, Lehe, Unterweser                                                                                             | 1900           | 1902                |
| Verband Hannoverscher Fußball-Vereine                                                                                                | Hannover | 1900           | 1910                |
| Verband Magdeburger Ballspiel-Vereine                                                                                                | Magdeburg und Umgebung | 1900           | 1905                |
| Verband der Prager Deutschen Fußball-Vereine                                                                                         | Prag | 1900           | 1904                |
| Verband Mitteldeutscher Ballspiel-Vereine                                                                                            | Sachsen-Anhalt, Thüringen und Sachsen                                                                                     | 1900           | 1933                |
| Verband Niederlausitzer Ballspiel-Vereine                                                                                            | Niederlausitz | 1900           | 1906                |
| Verband Dresdner Ballspiel-Vereine                                                                                                   | Dresden | 1901           | 1905                |
| Märkischer Fußball-Bund | Berlin und Brandenburg | 1901           | 1911                |
| Verband Münchner Fußball-Vereine | München | 1901           | 1906                |
| Pokal des FC Bayern | München | 1901           | 1903                |
| Bockenheimer Fußball-Bund | (Frankfurt) Bockenheim | 1902           | 1903                |
| Verband Hamburg-Altonaer Fußballclubs                                                                                                | Hamburg und Altona | 1902           | 1903                |
| Verband Thüringer Fußballvereine (ab 1904 Thüringer Fußballbund)                                                                     | Thüringen | 1902           | 1905                |
| Magdeburger Sport-Vereinigung | Magdeburg | 1903           | 1903                |
| Verband Breslauer Ballspiel-Vereine                                                                                                  | Breslau | 1903           | 1906                |
| Verband Pfälzer Vereine für Bewegungsspiele                                                                                          | Pfalz | 1903           | 1905                |
| Verband Hannoverscher Ballspiel-Vereine                                                                                              | Hannover | 1903           | 1906                |
| Verband Kieler Ballspielvereine | Kiel und Umgebung | 1903           | 1907                |
| Verband Chemnitzer Fußball-Vereine                                                                                                   | Chemnitz | 1903           | 1905                |
| Verband Casseler Ballspielvereine | Cassel | 1903           | 1906                |
| Münchener Fußball-Bund | München | 1903           | nach 1914           |
| Fußballvereinigung an der Unterweser                                                                                                 | Bremerhaven, Lehe, Unterweser                                                                                             | 1903           | 1906                |
| Stettiner Fußball-Vereinigung | Stettin | 1904           | 1905                |
| Fußball- und Athletik-Bund Berlin | Berlin | 1904           | 1905                |
| Verband Stettiner Ballspiel-Vereine                                                                                                  | Stettin | 1904           | 1905                |
| Mecklenburgischer Fußball-Bund | Mecklenburg | 1904           | 1907                |
| Verband Königsberger Ballspiel-Vereine                                                                                               | Königsberg | 1904           | 1908                |
| Fußballbund für das Herzogtum Braunschweig                                                                                           | Braunschweig | 1904           | 1907                |
| Kieler Fußball-Bund | Kiel | 1904           | 1905                |
| Verband Berliner Athletik-Vereine | Berlin | 1904           | 1911                |
| Neuer Leipziger Fußball-Verband | Leipzig | 1904           | 1905                |
| Nürnberg-Fürther Fußball-Bund | Nürnberg, Fürth | 1904           | 1906                |
| Berliner Ballspiel-Bund | Berlin | 1905           | 1905 und 1907–1910  |
| Bund der Bockenheimer Fußball-Vereine                                                                                                | (Frankfurt) Bockenheim | 1905           | 1905 oder 1906      |
| Norddeutscher Fußball-Verband | Schleswig-Holstein (ohne Nordschleswig), Hamburg, Bremen, Niedersachsen, Mecklenburg-Vorpommern (Vorpommern nur bis 1926) | 1905           | 1933 und 1948–heute |
| Verband Hallescher Ballspiel-Vereine                                                                                                 | Halle | 1905           | 1905                |
| Verband Pommerscher Ballspiel-Vereine (von 1907 bis 1911 Verband Berliner Ballspiel-Vereine Ortsgruppe Stettin)                      | Stettin | 1905           | 1913                |
| Verband Plauener Ballspielvereine | Plauen | 1905           | 1907                |
| Verband Wilhelmshavener Ballspielvereine                                                                                             | Wilhelmshaven | 1905           | 1907                |
| Verband Thüringer Fußball-Vereine vom Jahre 1905                                                                                     | Südthüringen | 1905 oder 1906 | 1910                |
| Kattowitzer Ballspiel-Verband (Kattowitzer Ballspielvereinigung)                                                                     | Kattowitz, Oberschlesien                                                                                                  | 1906           | 1906                |
| Südostdeutscher Fußball-Verband | Nieder- und Oberschlesien, Nieder- und Oberlausitz, Posen                                                                 | 1906           | 1933                |
| Schleswig-Holsteinischer Fußball-Verband 1906                                                                                        | Schleswig, Flensburg, Husum, Heide, Itzehoe.                                                                              | 1906           | 1907                |
| Sport-Bund 1907 | Bonn und Umgebung | 1907           | 1907                |
| Verband Oldenburger Ballspielvereine                                                                                                 | Oldenburg | 1907           | 1907                |
| Baltischer Rasen- und Wintersport-Verband (1908–1910 Baltischer Rasensport-Verband, ab 1927 Baltischer Sport-Verband)                | Ostpreußen, Westpreußen, Danzig, Memelland, Pommern (1911–1930)                                                           | 1908           | 1933                |
| Vereinigung Thüringisch-Fränkischer Ballspiel-Vereine                                                                                | Thüringen, Bayern (ehemaliger Freistaat Coburg)                                                                           | 1908           | 1910                |
| Fußball-Verband der Mark-Brandenburg                                                                                                 | Berlin | 1908           | 1909                |
| Verband Mittelsächsischer Ballspiel-Vereine                                                                                          | Nordsachsen | 1909           | 1910                |
| Verband Thüringer Ballspiel-Vereine vom Jahre 1909                                                                                   | Südthüringen | 1909           | 1910                |
| Niedersächsischer Fußballbund 1910                                                                                                   | Osnabrück, Bielefeld und Umgebung                                                                                         | 1910           | 1910                |
| Berliner Fußball-Bund | Berlin | 1911           | 1911                |
| Nordharzer Rasensport-Verband | Goslar, Bad Harzburg und nördliches Harzvorland                                                                           | 1911           | 1911                |
| Verband Brandenburgischer Ballspielvereine                                                                                           | Berlin und Brandenburg | 1911           | 1933                |
| Verband für Bewegungspiele Leipzig                                                                                                   | Leipzig | 1911           | 1911                |
| Ländliche Fußballvereinigung (1919 Wiedergründung als Ländlicher Fußball-Verband)                                                    | Umgebung von Peine (ohne Stadt Peine)                                                                                     | 1912           | 1914 und 1919–1919  |
| Verband ländlicher Ballspielvereine                                                                                                  | Lengede und Umgebung | 1919           | 1919                |
| Altmärkische Ballspiel-Vereinigung Kreis Salzwedel-West                                                                              | Nord-westliche Altmark | 1919           |                     |
| Wojewodschaft Fußballverband (Fußballverband der Wojewodschaft Schlesien)                                                            | Königshütte, Ostoberschlesien                                                                                             | 1922           | 1924                |

- Fettschrift: Verband sah sich selbst als Dachverband für ganz Deutschland

1. 1 2 3 4 5 6 7 8 9 10 11 12 13 14 15 16  vermutliches Datum